# Zbigniew Hołdys
Zbigniew Hołdys (ur. 19 grudnia 1951 w Lublinie) – polski muzyk, kompozytor, wokalista i instrumentalista, tekściarz, poeta, felietonista, redaktor, grafik oraz scenarzysta filmowy. W latach 1977–1991 lider, główny kompozytor i gitarzysta grupy muzycznej Perfect, której był współzałożycielem. 
Były członek zespołów: Kwiaty Warszawy, RH−, Maryla Rodowicz i Jej Gitarzyści, Dzikie Dziecko, MWNH. Jako muzyk sesyjny współpracował z zespołami: Andrzej i Eliza, Dwa plus jeden oraz grupą En Face. Pisał teksty utworów m.in. Dariuszowi Kozakiewiczowi oraz zespołom Lady Pank i Budka Suflera.

## Życiorys

### Wczesne lata
W latach 60. Hołdys uczęszczał do XVII Liceum Ogólnokształcącego im. Andrzeja Frycza Modrzewskiego w Warszawie, jednakże szkoły nie ukończył. Pracował jako urzędnik w Zakładzie Technologii Spirytusu i Drożdży, a także w Głównym Urzędzie Statystycznym w Warszawie przez okres kilkunastu miesięcy. W latach 70. podjął naukę w szkole wieczorowej z zamiarem uzyskania dyplomu maturalnego. Wkrótce potem muzyk ponownie porzucił naukę i wyjechał do Stanów Zjednoczonych. W latach późniejszych nie kontynuował edukacji.

### Kariera muzyczna
Działalność muzyczną rozpoczął w wieku 16 lat, grając w hippisowskiej grupie Kwiaty Warszawy w 1967 roku. Następnie w 1968 został muzykiem zespołu RH−, z którym w 1969 wystąpił na festiwalu FAMA i otrzymał na nim nagrodę specjalną im. Zbigniewa Namysłowskiego za skomponowany przez siebie utwór „Hymn do zachodzącego słońca”. W 1970 dokonał pierwszych w Polsce nagrań techniką one-man-band, tj. sam zagrał na wszystkich instrumentach. Wkrótce później, w 1971 został członkiem zespołu Maryli Rodowicz, której towarzyszył na scenie i w nagraniach studyjnych pod szyldem Maryla Rodowicz i Jej Gitarzyści. W 1972 wziął udział w nagraniu jej drugiego albumu studyjnego pt. Wyznanie. Udzielał się również jako muzyk sesyjny pracując na rzecz innych artystów, takich jak Andrzej i Eliza, Eliza Grochowiecka czy Halina Frąckowiak. 
W 1974 stworzył zespół Dzikie Dziecko i zrealizował nagrania solowe. W 1975 wspomógł Jerzego Grunwalda i grupę En Face w nagraniu albumu Sennym świtem. W 1976 wyjechał do USA, gdzie występował w polonijnych restauracjach. Po powrocie w 1977 udzielał się jako sideman w zespole 2 plus 1, z zespołem nagrał album Teatr na drodze. W tym samym roku nagrał piosenkę „Co się stało z Magdą K.” do tekstu autorstwa Andrzeja Mogielnickiego. Do nagrania utworu zaprosił m.in. Wojciecha Morawskiego i Zdzisława Zawadzkiego. Latem 1978 dołączył do ich grupy wokalno-instrumentalnej założonej na przełomie 1977 i 1978, w której ostatecznie przejął funkcję lidera i nadał jej nazwę Perfect. Dokonał z zespołem serii nagrań (m.in. zarejestrował autorskie kompozycje: „Jego nie ma” i „Nie ma mogiły rock and rolla”). Wkrótce jednak sprzeczne z ideologią komunistyczną wypowiedzi Hołdysa dla zagranicznej prasy ściągnęły represje ze strony władz PRL i zespół nie mógł w Polsce koncertować. W 1978 Hołdys wraz z zespołem wyjechał do USA, gdzie z przerwami koncertował w klubach polonijnych do 1979. Tuż po powrocie do kraju zespół zakończył współpracę z towarzyszącymi zespołowi wokalistkami, Ewą Konarzewską i Barbarą Trzetrzelewską. Następnie, z Perfectem jako zespołem towarzyszącym wspomógł m.in. Annę Jantar w koncertach i nagraniach. W duecie wokalnym z Anną Jantar nagrał utwór „Ktoś między nami” oraz jej ostatnią płytę zatytułowaną po prostu Anna Jantar.
Po zmianie stylu muzyki Perfectu na stricte-rockową, Hołdys przebudował skład zespołu. Grupę opuścił klawiszowiec Paweł Tabaka i Wojciech Morawski. W 1980 do zespołu dołączyli Piotr Szkudelski, Ryszard Sygitowicz i Grzegorz Markowski. W 1981 Perfect uzyskał dużą popularność dzięki kompozycjom Hołdysa, a na listach przebojów znalazły się utwory: „Chcemy być sobą”, „Nie płacz Ewka”, „Ale wkoło jest wesoło” czy „Niewiele ci mogę dać”. W 1982 Hołdys napisał kolejne znane kompozycje dla Perfectu, m.in. „Autobiografię”. W 1983 odszedł z zespołu, co spowodowało rozwiązanie formacji. W wywiadzie w 2006 podał, że odejście spowodowane było zmęczeniem popularnością i życiem wypełnionym całkowicie pracą: intensywnym koncertowaniem, za które honorarium wynosiło mniej niż trzy bilety na dany koncert, pracą organizacyjną, do której należały uzgodnienia z cenzurą i milicją, pogróżkami SB.
Od grudnia 1982 do października 1983 poprowadził sesję nagraniową albumu pt. I Ching, a jego kompozycje (z jego udziałem i pod jego kierunkiem) wykonali muzycy z zespołów Maanam, TSA, Krzak, Osjan, Breakout i Martyna Jakubowicz. Wkrótce później wraz z Wojciechem Waglewskim, Andrzejem Nowickim i Wojciechem Morawskim założył grupę Morawski Waglewski Nowicki Hołdys (1984/1985). Po wydaniu płyty Świnie (1985) i kilkunastu koncertach zespół przestał istnieć. 
W 1986 stworzył supergrupę Plugawy Anonim, przez którą przewinęli się m.in. Mieczysław Jurecki (Budka Suflera), Stanisław Zybowski (Budka Suflera, Urszula), Andrzej Tylec (m.in. Niemen Enigmatic, Breakout), Edmund Stasiak (Lady Pank) czy Dariusz Kozakiewicz (Breakout, Test). Z grupą wystąpił m.in. podczas KFPP w Opolu. W 1987 ponownie pojawił się na scenie z zespołem Perfect, z którym m.in. dał koncert na Stadionie Dziesięciolecia w Warszawie. Po trasie koncertowej z grupą Perfect w USA (1989–1991) wrócił do Polski, gdzie zajął się życiem rodzinnym. W 1993 wystąpił w ramach programu telewizyjnego Kariery-Bariery, podczas którego zaprezentował dwa premierowe utwory – „Molier” i „Another Day”. W 1998 został producentem płyty Szmata zespołu Sto % Bawełny.
W 2000 po latach przerwy od koncertowania na polskiej scenie muzycznej zagrał jeden koncert, a występ (w Sali Kongresowej) zadedykował wówczas 12-letniemu synowi, Tytusowi. Wkrótce później wydał album pt. Hołdys.com i wystąpił w ramach Przystanku Woodstock w 2001 roku. W 2002 wystąpił z utworem „Stalker” na festiwalu w Opolu. W latach 2002–2004 prowadził własny program telewizyjny Hołdys Guru Limited (MTV/TVP2) poświęcony tematyce muzycznej. W ramach programu przeprowadzał wywiady m.in. z Czesławem Niemenem, Janem Borysewiczem czy Tomaszem Osińskim.

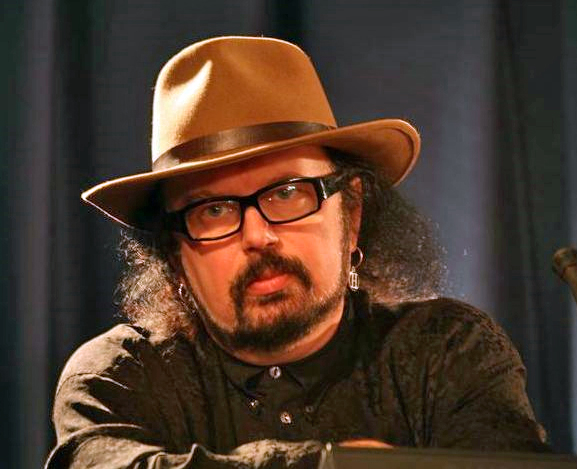
Zbigniew Hołdys (2006)

W 2007, w 63. rocznicę powstania warszawskiego, nagrał piosenkę pt. „Pocałunek” do wiersza Krzysztofa Kamila Baczyńskiego, upamiętniającą to wydarzenie. W 2010 stworzył zespół Hołdys Kosmos, w którym grali z nim: Kuba Koźba, Sajmon, Tytus Hołdys, Mateusz Owczarek, Artur Kempa, Bogdan Wawrzynowicz i Grzegorz Grzyb.
W następnych latach zaprzestał stałej działalności muzycznej. Okazjonalnie udzielał się jako gitarzysta podczas wspólnych występów z Krzysztofem Zalewskim.
W 2021 jako solista wystąpił w ramach koncertu z okazji 40. rocznicy wprowadzenia stanu wojennego pod szyldem Ja płonę. Występował także w charakterze gościa z zespołami Dżem (podczas Suwałki Blues Festival w 2023) i Budka Suflera (podczas koncertu Czarodzieje i Hipisi z okazji 50-lecia grupy w 2024).
Od 2024 współtworzy projekt muzyczny o nazwie Hołdys Waglewski Karimski Orchestra. Z projektem tym po raz pierwszy wystąpił w ramach Gitarowego Rekordu Guinessa we Wrocławiu. Następnie wyruszył w trasę koncertową I Ching Plus. W październiku 2024 zagrał w ramach reaktywowanego festiwalu Rockowisko wraz z zespołem All Stars Band.
13 kwietnia 2025 na antenie Telewizji Polskiej (TVP) został wyemitowany odcinek talent show Szansa na sukces poświęcony twórczości Zbigniewa Hołdysa.

## Działalność pozamuzyczna

### Działalność redaktorska i publicystyczna

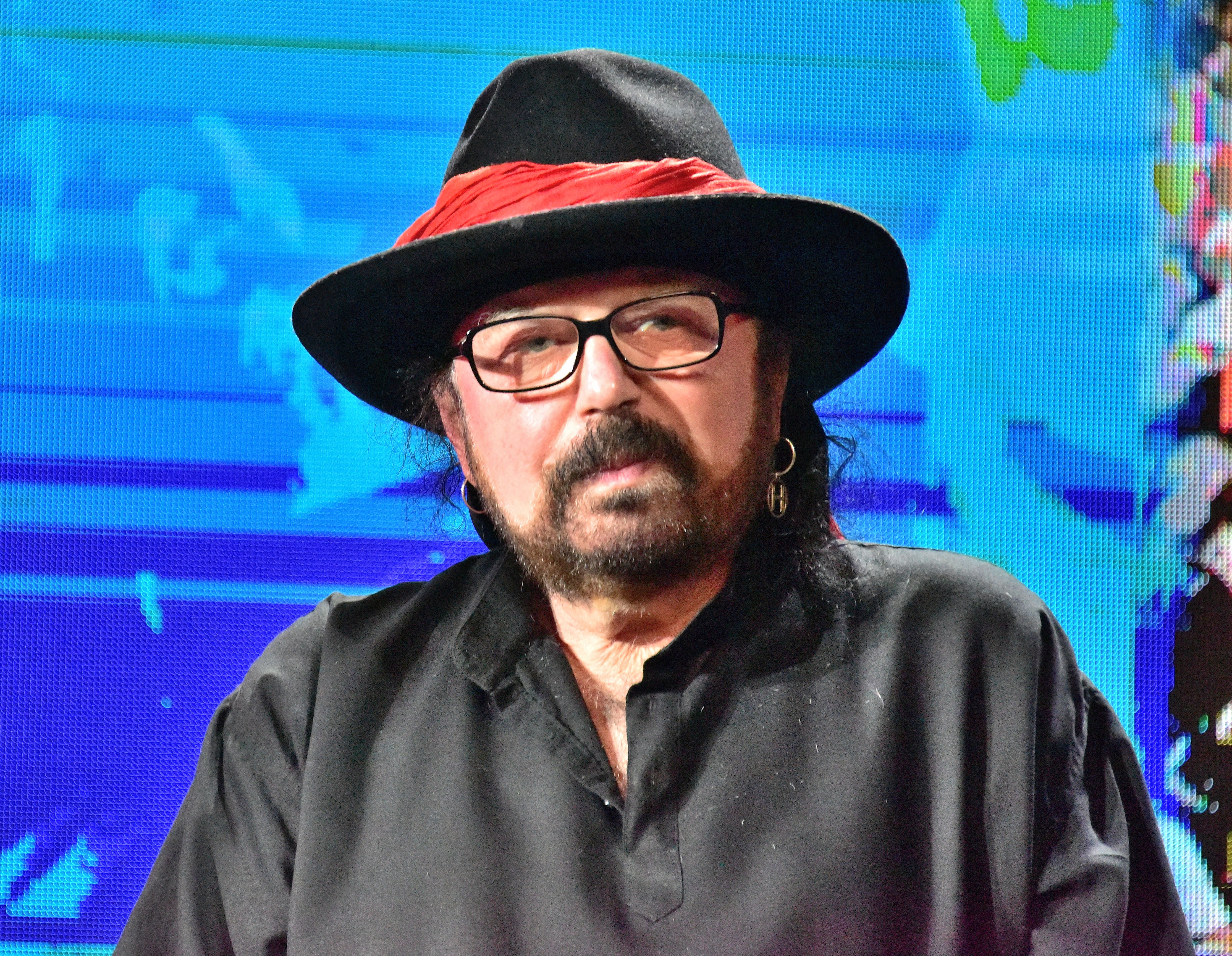
Zbigniew Hołdys podczas Wieczoru Wyborców w Warszawie (2019)

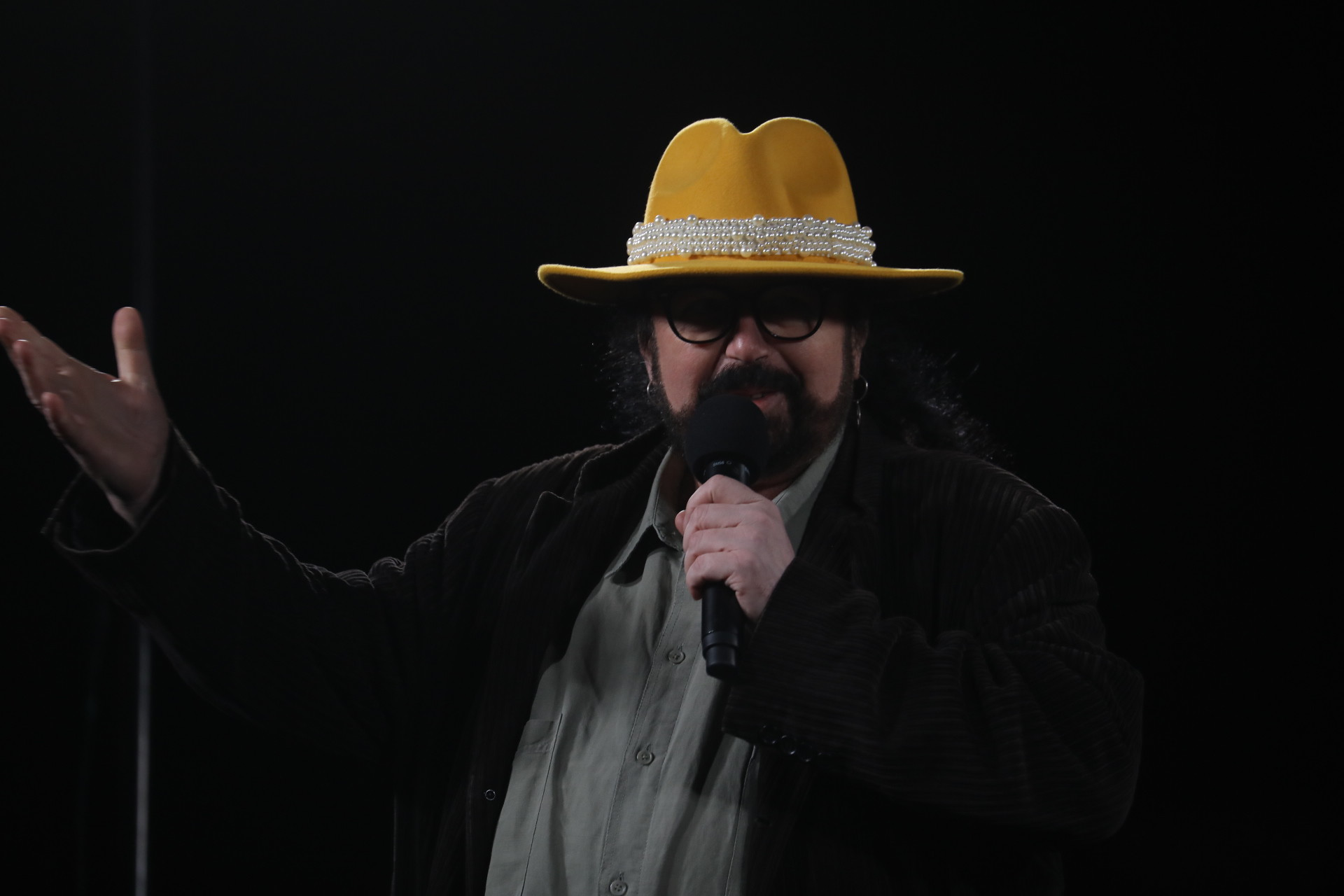
Hołdys przemawia w ramach protestu pod hasłem #ZostajęwUnii, Warszawa (2021)

W latach 1988–1989 był redaktorem naczelnym muzycznego pisma „Non Stop”, w ramach którego próbował zmienić profil pisma na ogólnokulturalny, z elementami polityki, co jednak nie zostało zaakceptowane przez czytelników. W czasie poprzedzającym pierwsze wolne wybory w 1989 został szefem kampanii wyborczej warszawskiej „Solidarności”. Podczas wyborów w czerwcu 1989 był szefem promocji kampanii wyborczej Komitetu Obywatelskiego w Warszawie.
Od 1990 był korespondentem polonijnych stacji radiowych w USA. Był wydawcą czasopism: „Grill” (1992) i „Ultra Szmata” (1998), które jednak upadały po kilku numerach. Pisał felietony dla portalu interia.pl. Na początku 2012 podczas dyskusji nad przyjęciem przez Polskę umowy ACTA Hołdys jednoznacznie poparł zapisy umowy ACTA zaostrzające walkę z piractwem w Internecie. Jego wypowiedzi spotkały się z masową krytyką, szczególnie w portalach internetowych. W latach 2012–2022 był publicystą tygodnika „Newsweek Polska”.

### Działalność przedsiębiorcza
W 1989 założył sklep muzyczny w pawilonie handlowym przy ul. Szwankowskiego na warszawskim Bemowie. W latach 1992–2007 był właścicielem sklepu muzycznego Instrumenty Muzyczne przy ul. Wspólnej w Warszawie, gdzie odbywały się spotkania z gwiazdami rocka i pop, takimi jak m.in. Kirk Hammett, Mick Taylor, Vinnie Moore, Robert Fripp, Adrian Belew, Ritchie Blackmore, John Scofield, Pat Metheny oraz zespół Guano Apes. Salon zabezpieczał również awaryjny sprzęt podczas koncertów Michaela Jacksona, King Crimson oraz The Rolling Stones.

### Filmy i sztuki teatralne
W 1997 zaprojektował znak graficzny filmu Kiler. Od 2004 do 2007 był wykładowcą w Warszawskiej Szkole Filmowej. Był autorem sztuk teatralnych i scenariuszy filmowych. Przetłumaczona przez niego sztuka „Pif paf, jesteś trup!” (autorstwa Williama Mastrosimone) została wystawiona m.in. w Teatrze Studio i na deskach Collegium Nobilium w Akademii Teatralnej.

### Działalność społeczna
W 1984 został członkiem honorowym Klubu Muzycznego im. Anny Jantar skupiającego się na pielęgnowaniu pamięci o tragicznie zmarłej artysce. Stworzył Akademię Sztuk Przepięknych – program edukacyjny, który jest prezentowany na Przystanku Woodstock. Prowadzi działalność charytatywną, jest m.in. założycielem fundacji Dzieci Ulicy. Prowadził koncerty poświęcone pamięci Marka Kotańskiego, tzw. „Dzień Kotana”. Z grupą narkomanów i bezdomnych nagrał utwór Pomóż mi, będący hymnem koncertu.

## Życie prywatne
16 maja 1987 roku zawarł związek małżeński z Bogumiłą, z którą ma synów Tytusa, a także Dawida z jej pierwszego małżeństwa. W 2020 urodził się jego wnuk, Bruno. Mieszka w Falentach.
Jest ojcem chrzestnym Piotra Zybowskiego, syna Urszuli Kasprzak i Stanisława Zybowskiego.

## Dyskografia

### Nagrania solowe

#### Albumy
| Rok  | Tytuł                                                         |
| ---- | ------------------------------------------------------------- |
| 2000 | Hołdys.com - Data: 14 kwietnia 2000 - Wydawca: Hołdys Recordz |

#### Single
| 1977                           | „Co się stało z Magdą K.” | 6  | –  | – |
| 2002                           | „Stalker”                 | 11 | 55 | – |
| 2010                           | „Kuba”                    | 3  | 2  | – |
| „–” pozycja nie była notowana. |                           |    |    |   |

#### Inne notowane utwory
| 2000                           | „Pałac”                | 27 | –  | Hołdys.com                               |
| 2000                           | „Kołysanka dla Tytusa” | 26 | –  | Hołdys.com                               |
| 2000                           | „Fire”                 | 11 | –  | Hey Jimi – Polskie gitary grają Hendrixa |
| 2000                           | „Będziesz moja”        | 9  | 56 | Hołdys.com                               |
| „–” pozycja nie była notowana. |                        |    |    |                                          |

#### Muzyka filmowa
- Stan wewnętrzny – muzyka, wykonanie muzyki[43]

### Albumy zespołowe

#### Perfect
- Perfect – 1981
- UNU – 1982
- Live – 1983
- Live April 1’1987 – 1987
- 1971–1991 Historie Nieznane – 1991

#### Inne
- I Ching – 1984
- Świnie (Morawski, Waglewski, Nowicki, Hołdys) – 1985
- Hey Jimi – Polskie gitary grają Hendrixa – 2008

### Gościnnie
- Halina Frąckowiak – Idę (1974) – gitara w utworach „Słońca, Moje Słońca”, „Bawimy się w życie” i „Panna Pszeniczna”
- Anna Jantar – „Ktoś między nami” (1979) – piosenka śpiewana wspólnie z Anną Jantar
- Lady Pank – Tacy sami (1988) – autor tekstów utworów „John Belushi”, „Mała Wojna” i „Giga – Giganci”
- Liroy – Dzień Szaka-l’a – Bafangoo cz. 2 (1999) – gitara w utworze pt. „Dzień Szaka-l’a”
- WWO – „Witam was w rzeczywistości” (2005) – gitara w tytułowym utworze „Witam was w rzeczywistości"
- Wojciech Pilichowski – „Fair of Noise” (2010) – wokal w utworze „Ludzie”
- Budka Suflera & Felicjan Andrzejczak – 10 lat samotności (2020) – autor tekstów utworów „10 lat samotności”, „Ziemia jest płaska”

## Filmografia

### Filmy dokumentalne
- Moja krew, twoja krew (1986, reżyseria: Andrzej Kostenko)
- Historia polskiego rocka (2008, reżyseria: Leszek Gnoiński, Wojciech Słota)
- Beats of Freedom – Zew wolności (2009, reżyseria: Leszek Gnoiński, Wojciech Słota)

### Filmy fabularne
- Kiler (1997, reżyseria: Juliusz Machulski) – jako mężczyzna na lotnisku[43]
- Wkręceni 2 (2015, reżyseria: Piotr Wereśniak) – jako krytyk[43]

## Odznaczenia, nagrody i wyróżnienia
- Nagroda specjalna im. Zbigniewa Namysłowskiego na festiwalu FAMA za utwór „Hymn do zachodzącego słońca” (1969)
- Nagroda specjalna Stowarzyszenia Autorów ZAiKS (2011, 2013, 2019)[53]
- Srebrny Medal „Zasłużony Kulturze Gloria Artis” (2013)[54]
- Nagroda 100-lecia Stowarzyszenia Autorów ZAiKS (2018)[53]
- tytuł członka honorowego Stowarzyszenia Autorów ZAiKS (2019)[53]